# Marc Barthel

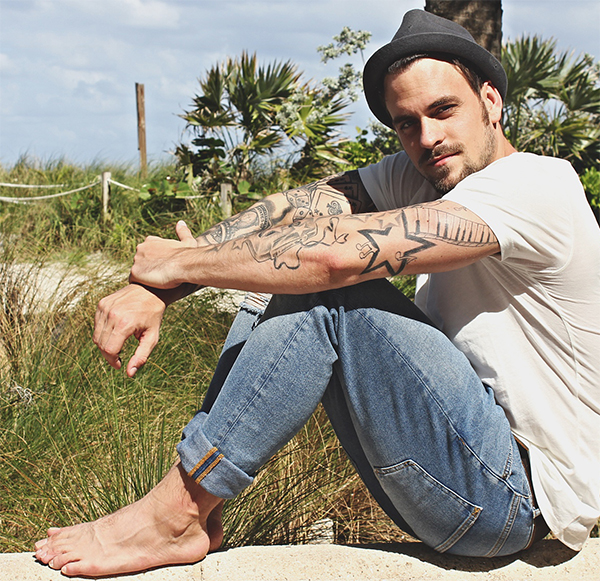
Marc Barthel (2016)

Marc Ulrich Barthel, auch bekannt als Jesse D’Lane, (* 4. Oktober 1989 in Berlin) ist ein deutscher Sänger, Schauspieler, Songwriter und Synchronsprecher.

## Leben
Barthel begann im Alter von 12 Jahren seine Ausbildung im Bereich Gesang und Choreographie. 2006 nahm er erfolgreich an einem Casting der Jugendzeitschrift Yam teil, die das sechste Mitglied für die Boygroup Part Six suchten. Mit der Band veröffentlichte er zwei Singles und ein Album, bevor er nach seiner Volljährigkeit die Band im Jahr 2007 verließ und seine Karriere als Solokünstler unter dem Pseudonym Jesse D’Lane fortsetzte. Er veränderte seinen Stil und nahm Songs mit unter anderem Vibekingz auf. 2011 veröffentlichte er sein erstes Album Black & White, sowie die Singles Alles wird gut, Soldier feat. Hawdcoe, Vielleicht und So Schön.
Unter dem Namen Marc Barthel ist er als Schauspieler tätig. 2008 war er in einer Folge von Türkisch für Anfänger zu sehen. Danach spielte er in den Filmen Der Amokläufer - Aus Spiel wird Ernst (2008), Liebling, weck die Hühner auf (2009) und Blissestrasse (2011) mit. Im November 2012 war er für einige Folgen bei Gute Zeiten, schlechte Zeiten zu sehen. Von 2013 bis Februar 2014 war er in Berlin – Tag & Nacht in der Nebenrolle „John Fehrs“ in mehr als 140 Episoden zu sehen. 2013 wirkte er neben Yvonne Catterfeld in dem Musik-Drama Nur eine Nacht mit. 2014 bis 2015 spielte er die Rolle des Tim Helmke in der ARD-Serie Verbotene Liebe an der Seite von Sila Sahin. Seit 2019 spielt er in der ZDF-Serie Notruf Hafenkante den Polizisten Kris Freiberg.
2018 gaben Barthel und Anna Hofbauer ihre Beziehung bekannt. Das Paar hat zwei Söhne (* 2019, * 2022) und heiratete 2020. Die Familie wohnt in Hamburg.

## Filmografie (Auswahl)
- 2002: Liebling, bring die Hühner ins Bett
- 2008: Türkisch für Anfänger (Fernsehserie, 1 Folge)
- 2008: Der Amokläufer – Aus Spiel wird Ernst
- 2009: Liebling, weck die Hühner auf
- 2010: Friendship!
- 2010: Die Underground Cops
- 2011: Ki.Ka-Krimi.de (Fernsehserie, Episode 7x03)
- 2011: Blissestrasse
- 2012: Gute Zeiten, schlechte Zeiten
- 2013: Nur eine Nacht
- 2013: Entführt
- 2013: SOKO 5113 – Seelenfresser
- 2013–2014: Berlin – Tag & Nacht (Fernsehserie)
- 2014–2015: Verbotene Liebe (Fernsehserie, 76 Folgen)
- 2016: Die Glasbläserin
- 2016: Notruf Hafenkante – Die Todesraser
- 2017: Letzte Spur Berlin – Verspielt
- 2018: Alles was zählt (Fernsehserie, 5 Folgen)
- 2018–2019: Alles oder nichts (Fernsehserie)
- seit 2019: Notruf Hafenkante (Fernsehserie, 62 Folgen)
- 2021: Otherland[4]
- 2021: Mein Freund, das Ekel (Miniserie)
- 2021: Das Leben ist kein Kindergarten – Umzugschaos[5]
- 2022: Das Traumschiff - Mauritius[6][7]
- 2023: Inga Lindström: Die Süße des Lebens
- 2025: In aller Freundschaft (Fernsehserie, Folgen Prinzip Chaos, Starke Herzen)

## Diskografie
Album
- 2011: Black & White

Single
- 2009: That Girl
- 2011: Time 2 Shine feat. Dark-T
- 2011: Alles wird gut
- 2011: Soldier feat. Hawdcoe
- 2011: Vielleicht
- 2011: So Schön